# Bni Khaled
Bni Khaled (franska: Bni Khaled (CR), Bni Khaled (Commune Rurale), arabiska: بني درار (البلدية)) är en kommun i Marocko.   Den ligger i prefekturen Oujda-Angad och regionen Oriental, i den nordöstra delen av landet, 400 km öster om huvudstaden Rabat. Antalet invånare är 7 097.